# Дирекция на музеите (Копривщица)
Дирекцията на музеите в Копривщица е създадена през 1956 г. с цел запазване, съхраняване и популяризиране на културно-историческото наследство на града, с което е поставено началото на модерното музейно дело в града.  Дирекцията се помещава в „Спицерията“ – аптеката на някогашния градски доктор Спас Иванов. Там е заседавал първият революционен комитет под председателството на Тодор Каблешков през десетдневното „царство“ по време на Априлското въстание – 1876 година.

## Предистория
„В първата трета на двадесети век цветущото някога селище, огнище на просвета, книжнина и люлка на Българското възраждане, все повече запада и се обезлюдява. Остава само споменът за отминалото величие и слава, старите писани къщи, калдъръмени улици със сводести мостове и белокаменни чешми“.

## Дейност
Разрухата на града е спряна с обявяването на Копривщица за град музей през 1952 г. През 1971 г. той получава статут на архитектурен и исторически резерват, а през 1978 г. – и на национален архитектурен резерват с международно значение и селище за международен туризъм. Съществен принос за това дело имат първият братовчед на Димчо Дебелянов – арх. Вельо Дебелянов, и Петко Теофилов – пръв директор на дирекцията. Понастоящем Дирекция на музеите се грижи за около 20 хил. архивни единици, систематизирани в библиотечен, иконен, картинен, снимков, монетен и др. фондове. Дирекцията поддържа и широка издателска дейност, свързана с Копривщица и автори, писали художествени, биографични, специализирани и популярни произведения и брошури. Дирекцията, съвместно с Националения институт за недвижимо културно наследство, извършва огромна по мащаб дейност във връзка с архитектурното, снимково и видео заснемане на около 450-те архитектурни паметници в града, намалели в известна степен поради развитието на съвременните демографски, строителни и финансови тенденции. Значителен дял от усилията на музейните работници заема сътрудничеството с БНТ и БНР, централната и регионалната преса за популяризирането на Копривщица като световен архитектурен, исторически, фолклорен и туристически уникат. През 2006 година дирекцията участва в археологическите разкопки в местността Смиловене.
През 70-те години на XX век е предприета значителна по мащаб реставрация и консервация на музеи, паметници на културата, както и на улиците в града,
Във връзка с големия интерес към града музей, Дирекцията организира посещенията на големия брой любители на миналото, бита и архитектурата от българското Възраждане до наши дни. Годишно посещенията надхвърлят 200 хил. души.

### Издателска дейност
- Теофилов, Петко. Тодор Каблешков.   София, Захарий Стоянов, 1956, 2006, 2011 ISBN. ISBN 954-739-808-3. с. 127.
- Теофилов, Петко. Копривщица.   София, Наука и изкуство, 1958. с. 81.
- Теофилов, Петко. Панайот Волов.   София, Народна младеж, 1959. с. 75.
- Теофилов, Петко. Клисура.   София, Медицина и физкултура, 1964. с. 52.
- Теофилов, Петко. Великата Априлска епопея.   София, Български художник, 1966. с. 48.
- Теофилов, Петко. В бой с фашизма.   Копривщица, Дирекция на музеите, 1968. с. 56.
- Теофилов, Петко. Печатница „Свобода“.   София, ОФ, 1970. с. 78.
- Колектив. По калдаръмените улици на Копривщица. Пътеводител.   Копривщица, Дирекция на музеите, 2000. с. 51.
- Сборник. България пее в Копривщица.   София, Дирекция на музеите, 1971, 2011. с. 100.
- Колектив. Бунтовният щурм на Копривщица 1876 г.   София, Славина, 1996. с. 88.
- Колектив. Петко Каравелов 1843 – 1903. Между величието и забравата.   Копривщица, Дирекция на музеите, Славина, 2003. с. 56.
- Колектив. 50 години Дирекция на музеите Копривщица.   Копривщица, Дирекция на музеите, март 2006.
- Пулеков, Христо. Описание на копривщенското училище 1822 – 1883.   Копривщица, Дирекция на музеите, 2007. с. 56.
- Неделкин, Цоньо. Магията на Копривщица.   Копривщица, Дирекция на музеите, 2008. с. 82.
- Община Копривщица, Дирекцията на музеите, БАН. Чудното момче от Копривщица. Режисьор Борис Радев. (2021)
- Колектив. Найден Геров и духовните измерения на българското възраждане.   Копривщица, Дирекцията на музеите, 23 – 24 февруари 2023. ISBN 978-619-91933-2-7.
- Колектив. 180 години от рождението на Георги Бенковски. Юбилеен брой.   Копривщица, Дирекция на музеите, септември 2023.

## История
Първият музей в Копривщица е уреден през 1930 г. в читалището като „Общ копривщенски музей“. Това е обща музейна сбирка с различни отдели: история, етнография, революционно движение, видни копривщенци и т.н. През 1935 г. музеят, значително обогатен вече, е разположен на първия етаж в Каблешковата къща, назначен е и първият щатен музеен работник.
|  | Кратка хронология на музейното дело - 1928 – открит е мавзолей костница в чест на Априлци по проект на арх. Пантелей Цветков - 1928 – открит е паметен комплекс „Първа пушка“ - 1930 – открита е първата музейна сбирка, разположена в читалището - 1931 – по инициатива на литературния кръг „Живо слово“ костите на Дебелянов са пренесени в града - 1934 – открит е надгробен паметник на Димчо Дебелянов, изработен от Иван Лазаров - 1935 – открит е „Общ копривщенски музей“ в родния дом на Каблешков - 1954 – открита е къща музей „Тодор Каблешков“ - 1954 – открита е къща музей „Любен Каравелов“ - 1956 – основаване на Дирекция на музеите - 1956 – открит е етнографски музей „Ослекова къща“ - 1958 – открита е къща музей „Димчо Дебелянов“ - 1958 – открита е къща музей „Яко Доросиев“ - 1965 – открит е етнографски музей „Лютова къща“ - 1966 – открита е къща музей „Георги Бенковски“ - 1976 – открит е мемориален комплес „Човекът, що даде фаталния знак“ - 1980 – откриване на паметник на Тодор Каблешков, изработен от Йордан Гаврилов и Георги Папагалов - 1996 – препогребване на костите на Тодор Каблешков и Найден Попстоянов - 1961 – 2006 – археологически резерват „Тракийска резиденция „Смиловене“ - 2011 – открит е „Жив музей“ в сградата на класното училище - 2012 – открита е Художествена галерия „Палавееви къщи“ - 2012 – открит е Музей на просветното дело в дома на Яко Доросиев - 2013 – от тази година „Ослекова къща“ е частен музей - 2023 – тържествено честване на 200-годишнината от рождението на Найден Геров |

Дирекция на музеите, съвместно с Община Копривщица и Народното читалище е организатор на ежегодното честване на Априлското въстание с театрализирано възпроизваждане на епизоди от него по сценарий на Петко Теофилов и Недельо Меслеков и на летните фолклорни празници „С Копривщица в сърцето“. Под неин патронаж, също всяка година, се провеждат „Дебелянови вечери“ с връчване на Националната литературна награда „Димчо Дебелянов“.

## Музейни уредници
Копривщенските музейни уредници са културни деятели, историци, етнографи, краеведи и екскурзоводи от град Копривщица, работили преди и след учредяването на „Дирекцията на музеите“, при учредяването на „Общия копривщенски музей“. Наред с посрещане и обслужване на многото посетители се извършва и събирателска, научно-изследователска, популяризаторска, издателска дейност, както и значителна работа по привеждане в съвременен вид на музейната и архивна материални бази.
Музейните уредници работят по опазването на автентичния вид на съответните сгради на къщите музеи и прилежащите им стопански постройки, превърнати в офис помещения, изложбени зали и фондохранилища. Само през 2015 г. сътрудниците на дирекцията са посрещнали повече от 200 000 български и 28 000 чужди граждани, гости на музейния град.
В свое изследване краеведа Светлана Мухова, уредник на къща музей „Георги Бенковски“, утвърждава, че Копривщица и околностите и са един от най-важните средногорски хайдушки центрове. Според нея повечето от биографиите на споменаваните прочути копривщенски хайдути почиват и са само имена, достигнали до съвременността, въпреки оскъдната изворова база от различни легенди и предания. Тези сказания са издирени и съхранени от местни музейни работници и други краеведи. Събирани доста време те почиват на думите на стари хора, предаващи паметта на своите предшественици.
През юли 2017 г., по случай 200-годишния юбилей на копривщенската църква „Успение на Пресвета Богородица“ (15 август, храмов празник) с участието на български учени, гости от Русия, музейни работници от „Дирекция на музеите“, общественици и родственици на исторически дейци от местната църковна общност се подготвя провеждането на посветена на годишнината научна конференция. Организацията на този научен форум, както и някои реставрационни мероприятия, подпомагащи подготовката на храма за всенародното тържество по отбелязване на юбилея, е сред последните значими приноси на Искра Шипева-Пухова (1958 – 2017).
Музейните специалисти на Дирекцията са ангажирани през 2022 г. със събиране на фотографски материал от различни области в града, свързани с издаването на книга албум „Копривщица в снимки“.

### Инициатори на учредяването на „Общ копривщенски музей“
- Филип Палавеев, учител, един инициаторите на учредяването на „Общ копривщенски музей“ към местното читалище. Участва в подбирането и подреждането на читалищната музейна експозиция, която по-късно е преместена в родната къща на Тодор Каблешков.[16]
- Петко Будинов, краевед, участвал в учредяването на „Общ копривщенски музей“ и негов първи уредник[17][18]
- Нейко Азманов, участвал в учредяването на „Общ копривщенски музей“[16]
- Евтимий Сапунджиев, професор, доктор архимандрит и краевед, участвал в учредяването на „Общ копривщенски музей“[16]
- Анна Каменова, краевед и поетеса, участвала в учредяването на „Общ копривщенски музей“[16]

### Директори на дирекцията
- Петко Теофилов, 1956 – 1971 г. (последният копривщенски възрожденец)[19]
- Димитър Пиронков, 1972 – 1987 г.[19]
- Янко Доросиев,[19]
- Искра Шипева, 1987 – 2017 г. (с прекъсвания)[20]
- Кунка Неделева, 2018 – 2024 г.[21]
- Райна Матеева-Пачева, от 2024 г.[22]
- Тодор Тумангелов, 1971 – 1972 г. (временно изпълняващ длъжността)[19]
- Румяна Савова-Кесякова (временно изпълняващ длъжността)[21]
- Екатерина Златарева-Кунчева (временно изпълняващ длъжността)[21]
- Елена Желязкова (временно изпълняващ длъжността)[21]
- Катя Мрънкова (временно изпълняващ длъжността)[21]

### Музейни уредници и екскурзоводи
- Александър Божинов, (на обществени начала)
- Андон Брайков,[21]
- Бойка Георгиева,[21]
- Валери Калонкин,[21]
- Георги Белстойнев,[21]
- Галина Захариева,[21]
- Делка Гугова,[21]
- Дойчо Иванов, 2003 – 2019[21]
- Донка Кривиралчева,[23]
- Кети Тумангелова,[23]
- Мая Атанасова,[21]
- Мария Караниколова,[23]
- Малинка Карабобалиева,[21]
- Нешка Тороманова,[21]
- Райна Каблешкова,[21]
- Славимир Генчев, 1977 – 1980 г. (поета с китарата)[24]
- Светлана Мухова,[21]
- Тодор Вълчев,[21]

### Други музейни деятели
- Иван Шабанов, съосновател на Музей на картофите в Клисура и Музей на солта в Поморие